# Lilla Källebergsvattnet
Lilla Källebergsvattnet är en sjö i Uddevalla kommun i Bohuslän och ingår i Bäveåns huvudavrinningsområde.